# Laigneville

Laigneville este o comună în departamentul Oise, Franța. În 1 ianuarie 2022 avea o populație de 4.846 de locuitori.